# Lordomyrma infundibuli
Lordomyrma infundibuli är en myrart som beskrevs av Horace Donisthorpe 1940. Lordomyrma infundibuli ingår i släktet Lordomyrma och familjen myror. Inga underarter finns listade i Catalogue of Life.